# 鶴崎スポーツパーク
鶴崎スポーツパーク（つるさきスポーツパーク）とは、大分県大分市鶴崎（旧鶴崎市）にある総合公園である。

## 概要
2004年(平成16年)に完成した。大野川と乙津川に挟まれた土地にあり、大野川側の敷地には大型の遊具が設置されており、乙津川側の敷地にはテニスコートと多目的広場が設置されている。なお、駐車場も整備されている。

## ゾーン別
- プレイゾーン
- 展望ゾーン
- ヘルシーゾーン